# Mẹ Việt Nam (trường ca)

Bìa CD hợp tuyển 2 trường ca: Con đường cái quan và Mẹ Việt Nam, thu âm năm 1965, chỉnh sửa và tái phát hành năm 1993.

Mẹ Việt Nam là tên một bản trường ca của Phạm Duy, khởi soạn tháng 11 năm 1963 và hoàn tất vào tháng 5 năm 1964. Đây là trường ca thứ hai của Phạm Duy sau Con đường cái quan và cùng với Con đường cái quan là 2 trường ca nổi tiếng nhất của ông.
Tại Việt Nam, từ sau sự kiện 30 tháng 4 năm 1975, cũng như những ca khúc khác của Phạm Duy, trường ca này bị cấm lưu hành và đến nay vẫn chưa được phép trình diễn, tuy một số ca khúc khác của ông đã được cấp phép.

## Nội dung
Bài trường ca mang hình ảnh người mẹ Việt Nam, một khái niệm trừu tượng trong dân gian, qua đó đã đồng hóa thành lịch sử Việt Nam và gửi gắm thông điệp tình thương dân tộc. Theo lời tác giả mô tả, đây 
| “ | ...là một khúc âu ca, ca tụng Mẹ Tổ quốc và những người mẹ điển hình trong truyền kỳ lịch sử nước nhà, đề tài và cảm hứng nhắm dựa vào tình thương yêu và tính hiếu hòa - tính tình này đã sinh tồn mạnh mẽ trên đất ta và phải được truyền đi trong thế giới tàn nhẫn hiện tại | ” |

Trường ca gồm 4 phần: Đất mẹ, Núi mẹ, Sông mẹ và Biển mẹ, mỗi phần có nhiều bài, tổng cộng là 21 bài hát, những bài này cũng thường được các ca sĩ hát như bài độc lập.

### Đất mẹ
Lúc trẻ tuổi, mẹ Việt Nam được biểu tượng bằng đất màu tươi tốt, đa tình, nền tảng của gia đình, ruộng nương, làng nước...— Phạm Duy

Phần Đất mẹ gồm 3 đoạn, chia làm 5 bài:
- Đoạn 1 gồm 2 bài: Mẹ ta, Mẹ xinh đẹp
- Đoạn 2 gồm 2 bài: Mẹ chờ mong, Lúa mẹ
- Đoạn 3: Mẹ đón cha về

Trong đó, đoạn 1 làm nổi bật đặc điểm hình dáng của mẹ khi còn là thiếu nữ (má tươi hồng, bàn tay trắng, nhỏ người, vai lẳn, vú căng tròn, lưng ong, tóc mây ngàn, chân dài, v.v.):
Mẹ Việt Nam, không son không phấn
Mẹ Việt Nam, chân lấm tay bùn
Mẹ Việt Nam, không mang nhung gấm
Mẹ Việt Nam, mang tấm nâu sồng...
Bốn câu này được Xuân Vũ nhận xét trong cuốn Nửa thế kỷ Phạm Duy: "Tôi xin chịu. Không có ai mô tả Mẹ Việt Nam nổi đến thế. Mà chỉ trong có 16 chữ! Như thế là quá tài tình vì tả thể chất mà người đọc nhận thấy cả tâm hồn. Tấm áo nâu, rướn mình đi từ núi rừng cao ở bản tình ca càng nổi bật ở đây, vì là tấm nâu sồng của Mẹ Việt Nam là tấm áo nâu mang hồn sông núi. Những ý tưởng cao đẹp tuôn trào ra ngón đàn."
Đặc biệt, câu "Nhỏ người, vai lẳn, vú căng tròn, trần lưng ong" mô tả người mẹ trong chiếc áo yếm truyền thống, trang phục thể hiện sự đảm đang và nét đẹp thanh nhã, khả ái của người phụ nữ Việt.
Trong đoạn 2, hình ảnh mẹ mong chồng được nhắc tới qua những hình ảnh quen thuộc của đất nước Việt Nam như: ruộng lúa, lưỡi cày, đất..., mang hình ảnh của Nữ Oa, tiểu Kính Tâm, Châu Long, những nhân vật tiêu biểu cho đức tính tốt đẹp được truyền tụng trong dân gian. Đoạn 3 tả niềm vui của mẹ khi đón cha về, đồng thời ca ngợi công lao của mẹ trong những cuộc kháng chiến của dân tộc:
Việt Nam có anh hùng, mắt nhung và môi son
Giữa mùa xuân giết giặc
Yêu nước non, hé môi cười
Nụ cười thanh bình
Mẹ Việt Nam.

### Núi mẹ
Khi đứng tuổi, mẹ hiện thân là núi non sắt đá, trong sự hi sinh ròng rã, vẫn bền bỉ đợi chờ và che chở người chinh phu chưa hết nợ đao binh.— Phạm Duy

Phần Núi mẹ gồm 3 đoạn, chia ra làm 5 bài:
- Đoạn 1 gồm 2 bài: Mẹ hỏi, Mẹ bỏ cuộc chơi
- Đoạn 2: Mẹ trong lòng người đi
- Đoạn 3 gồm 2 bài: Mẹ trả lời, Mẹ hóa đá

Phần này lấy hình ảnh của núi để nói về sự chờ đợi của mẹ khi chờ đợi chồng về, chờ đợi một cái gì đó tốt đẹp sẽ quay trở lại sau cơn binh lửa dằng dai. Mấy câu lục bát biến thể mở đầu khắc hoạ nỗi đau của mẹ khi chiến cuộc xảy ra, chồng phải đi lính:
Lính vua! Lính chúa! Lính làng!
Trời ơi! Giết bao nhiêu giặc 
Cho chàng, chàng phải đi?
Núi mẹ mang nhiều hình ảnh nói lên cảm xúc và tâm trạng người chinh phụ, lấy 4 mùa của năm ra để lột tả dòng tâm trạng biến đổi của mẹ:
Mùa xuân và mùa hạ (trong bài 1):
Gió mùa Xuân, Mẹ bâng khuâng hỏi:
Hoa trên đồi, hoa trên đồi sớm tối còn tươi 
Giữa ngày xuân mới, giữa hội mùa vui
Sao vắng tiếng cười? 
Sao vắng bóng người?
Gió hè qua, Mẹ ra con hỏi 
Khi trên đồi, khi trên đồi nắng quái chiều hôm 
Mùa thu và mùa đông (trong bài 3):
Gió mùa Thu, Mẹ ru con ngủ
Con vẫn chờ bóng cũ người xưa
Bốn nghìn năm qua, bóng về rồi đi 
Bóng ngã chiến trường làm phân bón cánh đồng
Gió mùa Đông, Mẹ không thấy mỏi
Đứng trông về, đứng trông về bốn cõi trời xa 
Bốn đoạn này được viết trên nền làn điệu Ru con phổ biến ở Việt Nam. Trong đoạn mùa Thu có hình ảnh đứa con và chiếc bóng đi về, gợi nên câu chuyện Thiếu phụ Nam Xương của Nguyễn Dữ.
Riêng đoạn 2 nói lên tấm lòng người ra đi, những lời dặn dò, nguyện ước của họ với người ở lại và những khó khăn người đó gặp phải trên con đường cứu quốc, cứu quốc ở đây cũng là cứu đất Mẹ, cứu mẹ Việt Nam. Trong bài mang nhiều tên núi nổi tiếng của tổ quốc Việt Nam như Thất Sơn, núi Lam...
Câu cuối cùng của phân khúc này, qua bao sóng gió và hy sinh gian khổ, mẹ lại trở lại là người mẹ bình dị, lo lắng trước hết cho gia đình, mặc cho chàng mang những hoài bão lớn lao, mẹ chỉ mong chàng giữ thân để nàng lấy đó làm gương dạy con, như ước mơ bình dị của những phụ nữ:
Giữ dân! Giữ nước! Giữ làng! 
Chàng ơi, giữ thân cho Mẹ! 
Cho nàng dạy con. 

### Sông mẹ
...Mẹ còn âm thầm xót thương lũ con sông ngòi, có những đứa dại dột, hiếu thắng, phản bội mẹ vì sự tranh giành lẫn nhau, gây oán hận phân chia, làm nát tan lòng mẹ...— Phạm Duy

Phần Sông mẹ gồm 4 đoạn, chia ra làm 5 bài:
- Đoạn 1 gồm 2 bài: Muốn về quê mẹ, Sông còn mải mê
- Đoạn 2: Sông vùi chôn mẹ
- Đoạn 3: Sông không đường về
- Đoạn 4: Những dòng sông chia rẽ

Mở đầu của phần này là câu ca dao được ngắt ra, ẩn dụ sự chia cắt trên dòng sông đất nước:
Chiều chiều ra đứng bờ sông
Muốn về quê Mẹ 
Muốn về quê Mẹ 
Mà không có đò! 
Sau đó là những ngổn ngang, bất ổn trên những dòng sông đất nước, mà chúng ẩn dụ cho những đứa con của mẹ Việt Nam, cũng như tình hình đất nước vào thời kỳ đó:
Sông Hồng cuộn sóng lôi cuốn Sông Lô
Sông Đà, Sông Đuống trôi xuống Sông Cầu
Nghe Bạch Đằng Giang chôn bao nhiêu xác quân Tàu
Sông nào cũng muốn đến trước tranh lấy công đầu 
Vì còn mải mê giành giật như vậy nên sông không cùng nhau chảy về quê Mẹ được. Phần bài hát này mang tính thời cuộc cao.
Xuân Vũ khi viết về phần này cũng nói: "Trong phần III của Trường Ca, phần Sông mẹ, Phạm Duy đã nói lên được nỗi bi đát, niềm đau thương của dân tộc ta sau những lúc vinh quang. Có những con sông lịch sử với chiến công oanh liệt như Bạch Đằng Giang thì cũng có những con sông ô nhục như sông Gianh, Bến Hải. Và có những con sông nhuộm màu chủ nghĩa này, chủ nghĩa nọ, tranh giành lẫn nhau"
Sự tranh giành giữa các dòng sông dẫn đến vùi chôn hình ảnh Mẹ trong đoạn thứ 2. Trong bài này còn có đoạn mẹ ôm sóng vớt củi sông dài, và chìm nghỉm, gợi đến câu chuyện Anh phải sống của Khái Hưng.
Mẹ đã bị chôn vùi, thế nhưng những dòng sông vẫn còn tiếp tục tranh giành, vì không còn đường về, sự việc cứ diễn ra như những đợt sóng cuồng điên, mù mịt (Đoạn 3). Dần dần, dẫn đến những dòng sông chia rẽ (Đoạn 4):
Nước đi là nước không về
Chia đôi dòng nước chia lìa dòng sông
Những dòng sông chia rẽ ở đây ám chỉ sự chia cắt ở đất nước Việt Nam vào thời điểm bài hát được sáng tác.

### Biển mẹ
Vào lúc tuổi già, mẹ trở thành biển cả đại lượng bao dung, kêu gọi và ôm đón đàn con giang hồ, thành công hay thất bại. Nước mắt vui mừng của mẹ lúc gặp con bốc lên trời cao làm mây đầy đặn và ấm áp, bay đi rửa sạch địa cầu bằng ơn mưa móc...— Phạm Duy

Phần Biển mẹ gồm 6 đoạn, chia ra làm 7 bài:
- Đoạn 1: Mẹ trùng dương
- Đoạn 2: Biển đông sóng gợn
- Đoạn 3: Thênh thang thuyền về
- Đoạn 4: Chớp bể mưa nguồn
- Đoạn 5: Phù sa lớp lớp mây trời cuộn bay
- Đoạn 6 chia ra làm 2 bài: Mẹ Việt Nam ơi, Việt Nam - Việt Nam

Đây là phần dài nhất của trường ca, mở đầu là Mẹ Trùng Dương với âm điệu miên man, ấm áp và lời ca đằm thắm nhẹ nhàng:
Sóng vỗ miên man như câu ru êm của Mẹ dịu dàng 
Nước biếc mênh mông như đôi tay ôm của Mẹ trùng dương
Đó là tiếng vỗ về của mẹ khuyên con trở về, sau khi đã tìm con trong gió phương Bắc, nắng phương Nam. Hình ảnh mẹ đồng hóa với biển, buổi sớm vươn vai đón ánh dương, chiều chơi vơi như nằm trong nỗi thương nhớ những đứa con xa, mẹ cho con tôm to, cá lớn thơm ngon đầy thuyền, mẹ tạo nên mưa gió hiền khô...
Đoạn 1 này thường được các ca sĩ hát riêng thành bài Mẹ Trùng Dương. Đây cũng là phần được nhiều người đánh giá cao nhất. Các phần tiếp theo cũng là những lời khuyên nhủ của biển mẹ đối với những đứa con lạc lối. Bài 3 (Thênh thang thuyền về) kể chuyện các con thuyền, con sông đã nghe được tiếng biển mẹ và quay về trong niềm nhớ quê, nhớ mẹ, nhớ nước. Phần 4 nối tiếp bằng việc tả ngoại cảnh lúc mẹ chờ con về. Bài 5 tả quang cảnh lúc những đứa con quay về, có đứa nhỏ ra ngoài trời ngắm cảnh mây bay và kể với bà của nó.
Đoạn 5 là phần kết thúc, gồm 2 bài: Mẹ Việt Nam ơi và Việt Nam, Việt Nam. Phần Mẹ Việt Nam ơi ngắn ngủi, âm điệu du dương tha thiết mang lời thề của đứa con "giữ thơm quê mẹ", khi đã về nhà "khát khao hơi mẹ", và hiểu rằng cuộc đời dù phai tàn thì thế giới sẽ vẫn "còn tình yêu mẹ mà thôi".
Phần tiếp theo là bài hát Việt Nam, Việt Nam.
Bài này không nói tới chữ mẹ mà nhắc tới Việt Nam 21 lần, xét về nội dung thì không phụ thuộc vào phần "Biển mẹ" nói trên. Phần này chủ yếu ca ngợi hình ảnh đất nước và con người Việt Nam, cùng với chí hướng, ước mơ vươn đến những điều tốt đẹp.

## Âm nhạc
Theo hồi ký Phạm Duy, do muốn trường ca mang tính chất tượng trưng, ông đã dùng âm thể chính là Mi giáng trưởng với những nốt nhạc có dấu giảm. Theo ông: "Về hình thức nghĩa là về nhạc lý, theo tôi, Mẹ Việt Nam mang nhiều tính chất dân ca hơn Con Đường Cái Quan. Vì bài này mang tính chất tả thực (réaliste) nên nó được xây dựng trên âm giai La trưởng (La majeur) nghĩa là với những nốt nhạc có dấu thăng (dièse). Tôi muốn Mẹ Việt Nam mang tính chất tượng trưng (symbolique) nên bây giờ tôi dùng âm thể MIb với những nốt nhạc có dấu giảm (bémol)".
Nhà nghiên cứu Georges Gauthier, tác giả cuốn "Một người Gia Nã Đại và âm nhạc Phạm Duy", sau khi nghe trường ca đã có nhiều khen ngợi. Theo Gauthier, hiếm khi trong tác phẩm của Phạm Duy mà kỹ thuật và súc cảm, lý trí và tình cảm lại hòa hợp với nhau trong một vẻ vĩ đại và toàn hảo vững vàng được như trong bản Mẹ Việt Nam. Gauthier gọi cái đẹp của bản liên-hợp-phổ ấy là cái đẹp cổ điển, một cái đẹp phổ quát, và đoán chừng chỉ có bản trường ca tiếp theo mới có thể so sánh được.
Âm nhạc của trường ca Mẹ Việt Nam, cũng theo Georges Etienne Gauthier, được cấu trí và hòa điệu phong phú hơn, nhưng mang ít tính dân gian hơn so với trường ca Con đường cái quan.
Bắt đầu với cung Cm trong đoạn "Mẹ ta", "Mẹ xinh đẹp", Phạm Duy đã đưa giai điệu qua nhiều cung bậc khác nhau: "Lúa mẹ" bắt đầu bằng cung Emb và kết thúc bằng Cm, sang phần "Sông vùi chôn mẹ" chuyển sang cung Bb. Đến "Dòng sông chia rẽ", giai điệu biến đổi lần lượt, bắt đầu ở cung Bmb, rồi qua Dmb, Fm, Bmb, Emb và Gb. Phần "Biển mẹ" bắt đầu một cách tươi tắn bằng cung Eb trong Mẹ trùng dương, dần chuyển sang đoạn kết ở cung Ab.
Trong trường ca, Phạm Duy đã sử dụng một số điệu lý, điệu hát ru, điệu hò... quen thuộc trong dân gian, đa phần nằm ở chỗ tiếp nối các đoạn nhạc.

## Phổ biến
Trường ca Mẹ Việt Nam từng được phổ biến rộng khắp miền Nam Việt Nam từ khi nó ra đời cho đến khi miền Nam sụp đổ. Những ca sĩ hát nó thường hát theo từng phần, trong đó những bài "Mẹ trùng dương", "Mẹ xinh đẹp", "Việt Nam, Việt Nam" được thể hiện qua nhiều giọng ca sĩ. Riêng chung khúc "Việt Nam, Việt Nam" đã trở nên rất nổi tiếng và có thời được đưa ra ứng cử làm bài quốc ca của Việt Nam Cộng hòa.
Cũng như những ca khúc khác của Phạm Duy, trường ca bị cấm trên toàn Việt Nam từ sau sự kiện 30 tháng 4 năm 1975. Đến nay, dù nhiều ca khúc của Phạm Duy đã được hát lại, thì toàn bộ trường ca Mẹ Việt Nam vẫn chưa được phép phổ biến ở Việt Nam.

### Thu âm
Trường ca Mẹ Việt Nam từng được thu âm vào năm 1965 tại đài phát thanh Sài Gòn bởi ban ca Hoa Xuân, gồm 2 giọng chính đảm nhận đơn ca, lĩnh xướng là Thái Thanh, Duy Khánh, cùng với nhóm hợp ca: Thái Hằng, Kim Tước, Nhật Trường và Trần Ngọc. Phần hòa âm được đảm nhận bởi Nghiêm Phú Phi, Y Vân và Đan Thọ. Phạm Duy chỉ đạo nghệ thuật.

## Nói về nhạc phẩm
Phạm Duy:
Nếu Con đường cái quan là một hành ca ghi lại bước tiến của dân tộc ta trên một sinh lộ nhất quyết không chịu chia cắt thì Mẹ Việt Nam là một âu ca, ca tụng Mẹ Tổ Quốc và những Mẹ điển hình trong truyền kỳ lịch sử nước nhà, đề tài và cảm hứng nhắm dựa vào tình thương yêu và tính hiếu hoà, tính tình này đã sinh tồn mạnh mẽ trên đất ta và phải được truyền đi trong thế giới tàn nhẫn hiện tại.— Phạm Duy

Xuân Vũ:
Phạm Duy đã vận dụng dân ca cổ truyền vào nhạc mới, vận dụng ngôn ngữ Việt Nam, hiện đại hóa truyện cổ tích, ca dao, đồng dao, làm hẳn công việc biến cải chứ không phải sao chép. Anh tài tình ở chỗ đồng hóa Mẹ Việt Nam vào Đất Nước Việt Nam. Mô tả Mẹ là một gái quê mang tấm nâu sồng, chân lấm tay bùn rồi lại biến đổi Mẹ thành những người Mẹ trong truyền kỳ lịch sử. Mẹ lại còn được biến hóa ra là lúa xanh rờn, lúa dậy thì, là núi non, là biển cả nữa. Sự chuyển hóa rất hợp lý, vì nghệ sĩ có quyền sáng tác theo ý thích của mình. Molière tạo ra một ông bệnh tưởng, Nguyễn Du tạo ra Nàng Kiều. Cả hai nhân vật của hai tác giả đều được cường điệu hóa (exagéres) nhưng sáng tạo của hai ông rất là hợp lý. Do đó cả hai nhân vật đều rất thực.— Xuân Vũ

Trần Văn Ân:
Trường ca Mẹ Việt Nam là một thông điệp tình thương dân tộc vĩ đại như biển Thái Bình, cao ngút như núi mẹ Trường Sơn, phì nhiêu như dòng sông mẹ Hồng Hà...— Trần Văn Ân

Georges Etienne Gauthier:
Đây là một tác phẩm vĩ đại.

...Nếu bản liên hợp phổ Con Đường Cái Quan đã đẹp đẽ và tuyệt hảo một cách lạ lùng, thì bản liên hợp phổ Mẹ Việt Nam thâm trầm hơn và vĩ đại biết bao, hoàn toàn hơn biết bao ! Từng trang từng trang, hết trang trọng đến lâm ly, hết bâng khuâng lại buồn thảm, rồi rạng rỡ khai phóng và hân hoan. Sức việt tiến thật là khiếp ! Ngôi tuệ tinh năm 1960 đang biến thành một mặt trời, và những tia nắng mạnh mẽ xuyên thủng bầu không khí Việt Nam mỗi lúc một u ám thêm của khoảng giữa những năm sáu mươi vậy.— Georges Etienne Gauthier